# Joan Josep Luque de Serrallonga
Joan Josep Luque de Serrallonga, també conegut com a Juanito Luque, (Girona, 31 de maig de 1882 - Ciutat de Mèxic, 18 de juliol de 1967) fou un futbolista i entrenador català nacionalitzat mexicà.

## Trajectòria
Joan Luque de Serrallonga fou un porter de futbol gironí criat a terres andaluses, on la seva família vivia per motius laborals. Fou un dels pioners del futbol a Cadis. Jugà a l'Español de Cádiz quatre temporades, essent fitxat el 1915 pel Sevilla FC. Una temporada més tard retornà a Cadis, on romangué fins a 1923. Marxà a Mèxic l'any 1928. El 1930 va rebre l'encàrrec de dirigir la selecció mexicana al primer Mundial de futbol, on la selecció va perdre els tres partits disputats. Més tard entrenà el Germania, l'equip de la colònia alemanya. i als Tiburones Rojos de Veracruz on guanyà la lliga mexicana la temporada 1949-1950.